# Elysium (2013)
Elysium ist ein gesellschaftskritischer US-amerikanischer Science-Fiction-Film von Neill Blomkamp aus dem Jahr 2013, der am 15. August 2013 in die deutschen Kinos kam.

## Handlung
Im Jahr 2154 gibt es zwei Klassen von Menschen: Eine kleine Schicht von Privilegierten und Superreichen auf der Raumstation Elysium (latinisiert von altgriechisch Elysion für „Insel der Seligen“) und die Masse der Menschheit auf der abgewirtschafteten und überbevölkerten Erde, die nur noch als Produktionsstätte dient.
Der als Waise aufgewachsene Produktionsarbeiter Max Da Costa hat inzwischen ein langes Vorstrafenregister. Eine brutale Roboterpolizeistreife bricht ihm wegen einer nichtigen ironischen Bemerkung bei einer Routinekontrolle den Arm. Im Krankenhaus trifft er seine Jugendliebe Frey wieder, die jetzt Krankenschwester ist. In der Rüstungsfabrik, in der er Roboterteile fertigt, soll er einen Störfall beheben und wird dabei radioaktiv verstrahlt. Er hat nur noch fünf Tage zu leben. Der reiche Fabrikbesitzer John Carlyle lässt ihm daraufhin Tabletten geben, die Da Costa vorläufig wieder auf die Beine bringen, und wirft ihn hinaus.
Auf Elysium existieren medizinische Geräte, die jede Krankheit heilen können und den reichen Bewohnern Elysiums überdies nahezu Unsterblichkeit verleihen. Auch Da Costa könnte auf Elysium geheilt werden. Da Costa wendet sich an den Rebellen und Kriminellen Spider, der regelmäßig mehr oder weniger erfolgreich die Schutzmechanismen von Elysium durchbricht und als Schleuser kranken Erdbewohnern den Zugang zu Elysium ermöglicht. Diese versuchen dann, in eine der Villen einzudringen und sich mit den dortigen Geräten selbst zu heilen. Bei einem solchen Flug nach Elysium werden zwei von Spiders Raumschiffen von einem Söldner namens Kruger abgeschossen, der im Auftrag der skrupellosen Verteidigungsministerin Elysiums, Delacourt, arbeitet. Dabei werden Dutzende Menschen getötet. Dem Präsidenten Patel missfällt diese zu viel Aufsehen erregende Entscheidung der Ministerin, was diese wiederum in Zorn versetzt.
Spider fordert unterdessen von Da Costa als Gegenleistung für einen Flug nach Elysium den Raub von Daten aus dem Gehirn eines Privilegierten, um an dessen Geheiminformationen zu kommen. Da Costa willigt ein und erhält ein Gehirnimplantat und Cyborgerweiterungen in Form eines Exoskeletts, um die Daten zwischenzuspeichern und seine Kraft zu steigern. Da Costa entscheidet sich dazu, John Carlyle zu überfallen und dessen Daten zu stehlen. Der Überfall gelingt, Carlyle wird dabei verletzt und stirbt, nachdem die Überspielung der Daten aus seinem Gehirn in das von Da Costa gelungen ist.
Zuvor aber hatte Carlyle für Delacourt ein Neustartprogramm für den Betrieb von Elysium geschrieben, mit dessen Hilfe sich die Ministerin zur Präsidentin putschen will. Als Gegenleistung bekam Carlyles in Schwierigkeiten steckende Firma einen Exklusivvertrag für Rüstungsgüter von ihr. Carlyle hatte das Putsch-Programm zu seiner Sicherheit über eine Schnittstelle in seinem Gehirn gespeichert.
Spider erkennt die Möglichkeiten des Restartprogramms in der Kopie von Da Costa. Bei dem Überfall auf Carlyle wurde Da Costa verletzt, er sucht Frey auf. Sie versorgt die Wunde und bittet ihn um einen Flug nach Elysium für ihre leukämiekranke Tochter Matilda, aber Da Costa verlässt sie, um sie nicht zu gefährden. Delacourt lässt Da Costa wegen der Brisanz der geraubten Daten verfolgen und verhängt ein Flugverbot über Los Angeles. Kruger nimmt Frey und Matilda als Geiseln und verfolgt Da Costa. Dieser erkennt, dass er nur auf einem Schiff unter dem Befehl Elysiums eine Chance hat, rechtzeitig zu einem der medizinischen Behandlungsgeräte zu gelangen. Er lässt sich von den Söldnern gefangen nehmen und wird zusammen mit Frey und Matilda nach Elysium gebracht. Da Costa verursacht eine Bruchlandung des Raumschiffs auf Elysium und wird nun dort von Delacourt und Krugers Gruppe gejagt. Beide wollen den Neustart der Raumstation dazu verwenden, um selber die Macht über sie zu erringen. Deshalb tötet Kruger Delacourt. Bei dem Versuch, auch Da Costa auszuschalten, unterliegt er diesem im Zweikampf und stirbt.
Spider, der mittlerweile mit einem eigenen Raumschiff auf Elysium angelangt ist, überträgt die Daten aus Da Costas Kopf in die Raumstation und führt den Reset durch. Dabei setzt er alle Erdenbürger als Bürger Elysiums ein. Bei der Übertragung stirbt Da Costa, da Carlyle die Daten geschützt hatte. Durch den Reset kann Frey das medizinische Behandlungsgerät für ihre Tochter Matilda verwenden, da diese nun als Bürgerin Elysiums gilt.
Die Roboter-Soldaten attackieren nun auch Spider nicht mehr, da es ihnen nicht erlaubt ist, gegen Bürger Elysiums vorzugehen. Das Computersystem stellt fest, dass eine große Menge der neuen Bürger Elysiums medizinische Hilfe benötigt, also starten sofort Versorgungsschiffe mit medizinischen Behandlungsgeräten zur Erde.

## Hintergrund
„Der Ausgangspunkt war ein persönliches Erlebnis: Vor ein paar Jahren bin ich mit einem Freund nach Tijuana, direkt hinter der mexikanischen Grenze, gefahren. Wir sind abends angekommen, haben uns ein paar Flaschen Bier gekauft, als plötzlich zwei Polizisten herbeistürmten, uns in Handschellen legten, in ihren Streifenwagen packten und raus aus der Stadt fuhren. Sie behaupteten, dass es verboten sei, Alkohol in der Öffentlichkeit zu trinken. Wir mussten ihnen fast 1.000 Dollar bezahlen. Sie nahmen das Geld und warfen uns aus dem Auto. Da standen wir mitten in der Nacht in den Slums von Tijuana und mussten zwei Stunden durch diese recht ungemütliche Gegend zurück in die Stadt laufen. Vor den Hütten brannten überall Feuer, Hunde streunten herum, die Leute starrten uns an und im Hintergrund dieser ganzen Armutsszenerie erhob sich von einer Flutlichtanlage angestrahlt die riesige US-Grenzmauer, an der Hubschrauber entlang patrouillierten. Das sah aus wie in einem Science-Fiction-Film. Dieses Bild von den mexikanischen Slums und dem Schutzwall der amerikanischen Wohlstandsgesellschaft hat mich nicht mehr losgelassen. Die Mauer zwischen den USA und Mexiko ist ein Symbol für die zunehmende Diskrepanz zwischen Arm und Reich, die Elysium in einem Science-Fiction-Setting weiterdenkt.“

Bei der Raumstation Elysium handelt es sich um einen sogenannten Stanford-Torus – ein Prinzip, das tatsächlich 1975 im Rahmen eines NASA-Programmes an der Stanford University erdacht wurde. Die Raumstation im Film ähnelt sehr stark den damaligen Konzeptzeichnungen.
Im Jahr 2013 wurden bundesweit 988.801 Besucher an den deutschen Kinokassen gezählt, womit der Film den 35. Platz der meistbesuchten Filme des Jahres belegte.

## Rezensionen
Der Film wurde überwiegend gut aufgenommen und erreichte ein Tomatometer von 64 % auf Rotten Tomatoes.

„Blomkamp hat insgesamt klar eine Satire gedreht, mit überzeichneten Figuren, teils absurden Zuspitzungen und deftiger Schwarz-Weiß-Malerei. Problematisch ist allein, dass er all das in einem recht schnell als klassisches Heldenepos durchschauten Unterhaltungsformat verhandelt. Dass die Story auf ein grandioses Happy-End zusteuert, weiß man früh, aber inwiefern sich diese Ad-hoc-Befriedung mit den brisanten Grundthemen verträgt, bleibt dahingestellt.“

„Hier ist die Kluft zwischen Arm und Reich bereits so weit und unüberbrückbar wie ein Trip durchs Weltall geworden. Das macht ‚Elysium‘ zum linksliberalsten Sommer-Blockbuster der Saison – und etabliert den erst 33-jährigen Regisseur neben dem Briten Christopher Nolan als einen der wenigen Autorenfilmer des aktuellen Action-Kinos.“

„Auch in Elysium geht es nun wieder [nach District 9] um Ausgrenzung, Verteilungsgerechtigkeit und Klassenkampf. Es ist eine stramm linke, leider immer wieder plakativ-naiv formulierte Message – die, das ist der besondere Reiz dieses Films, ein testosteron- und adrenalingetriebener Blockbuster transportiert. Das bringt ‚linke‘ und ‚rechte‘ Filmvorlieben zusammen. In den USA führte Elysium dieses Wochenende die Kinocharts an.“

„Elysium ist ein kluger Science-Fiction-Film, dessen Erzählung sich speist aus dem bösen, dem antiutopischen Blick auf das Hier, das Jetzt, unsere Gegenwart. Und ein eindrucksvolleres Filmbild für das Auseinanderklaffen zwischen Arm und Reich als diese sich um die Erde drehende Gated Community ist wohl kaum vorstellbar.“

„Der südafrikanische Regie-Shooting-Star Neill Blomkamp […] schafft mit ‚Elysium‘ eine entsprechend düstere Zukunftsvision, die er mit satter Action befeuert. Der Film sieht phantastisch aus und das Design der titelgebenden Raumstation ist atemberaubend, aber Handlung und Figuren fallen weitgehend holzschnittartig aus und so fehlt Blomkamps Vision letztlich die inhaltliche Substanz, um aus einem optisch beeindruckenden ein wahrhaft zukunftsweisendes Science-Fiction-Werk zu machen.“

„Ob das Ungleichgewicht zwischen Arm und Reich, der Traum von einem besseren Leben oder die Ignoranz der Obrigkeit vor den existenziellen Problemen der Welt: Wie in seinem Kinodebüt ‚District 9‘ vor vier Jahren verbindet Neill Blomkamp auch in dieser Dystopie wuchtige Blockbusterelemente gekonnt mit einer nachdrücklichen, aber niemals aufdringlichen Kritik an gesellschaftlichen und politischen Missständen. […] Fazit: Lange nachhallende Dystopie, die zeigt, wie anspruchsvoll das moderne Science-Fiction-Kino sein kann.“

„Dystopisches Science-Fiction-Actiondrama, das kritische Fragen nach gesellschaftlichen Polaritäten, der Exklusivität als Unterdrückungssystem sowie der Wechselbeziehung von Emotion, Fleisch und Digitalem stellt. Der bemerkenswerte eigenständige Stil des Films geht im hysterischen Finale unter.“